# Melitaea hebe
Melitaea hebe är en fjärilsart som beskrevs av Moritz Balthasar Borkhausen 1793. Melitaea hebe ingår i släktet Melitaea och familjen praktfjärilar. Inga underarter finns listade i Catalogue of Life.